# 小谷正博
小谷 正博（こたに まさひろ、1939年12月25日 - ）は日本の化学者。東京都出身。元学習院大学理学部教授。研究領域は物理化学。
父は東京理科大学元学長の小谷正雄で、曽祖父は田艇吉。母方の祖父は東京帝国大学教授の田村憲造。

## 来歴
- 麻布中学校・高等学校卒業[1]
- 1963年 - 東京大学理学部卒業
- 1968年 - 東京大学大学院理学系研究科博士課程単位取得満期退学
- 1971年 - 学習院大学助教授に就任
- 1978年 - 学習院大学教授に昇格
- 2001年 - 2005年 - 学習院大学理学部長を務める
- 2010年 - 3月を以って定年退職

## 著書
- 飯島孝夫、小谷正博／著 『化学結合を考える―原子から分子へ』 1981年 講談社
- 小谷正博、染田清彦、幸田清一郎／著『大学院講義 物理化学』 1997年 東京化学同人

## 訳書
- シルヴィア・アローヨ・カメホ原著 小谷正博訳 『シルヴィアの量子力学』2009年 岩波書店